# Batalla de Turis
La batalla naval de Turis es va lliurar entre la república romana i la colònia grega de Tàrent.
Els romans tenien 30.000 homes contra els 10.000 homes de Tàrent que van lluitar amb valor, però es van veure desbordats pels nombrosos romans i l'eficàcia de la legió romana.
Després de la batalla, Tàrent va demanar ajuda a Pirros, governant de l'Epir, per l'ajuda militar. Motivat per les seves obligacions diplomàtiques amb Tàrent, i un desig personal per l'èxit militar, Pirros va aconseguir un exèrcit grec d'uns 25.000 homes i un contingent d'elefants de guerra en sòl italià, al 280 aC, on les seves forces es van unir als grecs i una part dels samnites que es van revoltar contra el domini romà.